# Philip Baker Hall

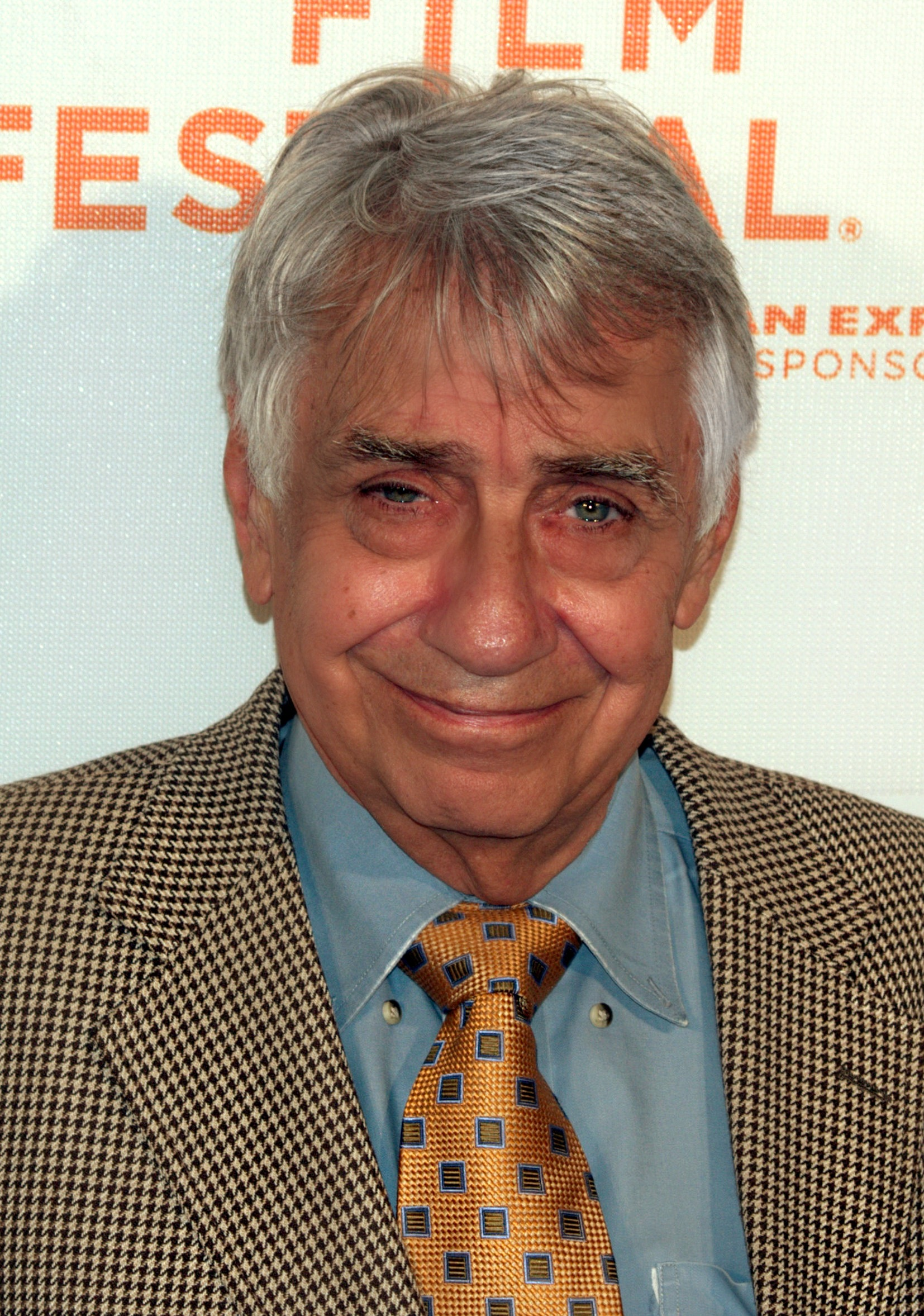
Philip Baker Hall beim Tribeca Film Festival 2009

Philip Baker Hall (* 10. September 1931 in Toledo, Ohio; † 12. Juni 2022 in Glendale, Kalifornien) war ein US-amerikanischer Schauspieler.

## Leben
Hall studierte an der University of Toledo. Als junger Mann diente er in der United States Army (für die er zeitweise als Übersetzer in Deutschland stationiert war) und arbeitete als Englischlehrer. Erst mit fast 30 Jahren wandte Hall sich der Schauspielerei zu und spielte in verschiedenen Theaterproduktionen, etwa am Off-Broadway oder in Los Angeles. Erste Film- und Fernsehrollen bekam er ab 1970. Er spielte zunächst vor allem kleinere Rollen, konnte sich aber ab den 1980er-Jahren als wichtiger Charakterdarsteller etablieren. Es wurde hierzu kommentiert, dass Hall im Gegensatz zu den meisten Schauspielern erfolgreicher wurde, je älter er wurde. Die Washington Post beschrieb ihn als einen Schauspieler, dessen Gesicht man als Zuschauer kenne, ohne dass der Name geläufig sei.
Seine erste wichtige Filmrolle übernahm Hall 1984 in Robert Altmans Secret Honor als Richard Nixon, wobei seine Leistung von vielen Kritikern in dem ansonsten durchwachsen rezipierten Film herausgehoben wurde. 1999 war er in einer der Hauptrollen in Paul Thomas Andersons Film Magnolia zu sehen, in diesem Film spielte er den krebskranken Fernsehmoderator Jimmy Gator. Anderson hatte ihn bereits in seinen Vorgängerfilmen Last Exit Reno (1996) und Boogie Nights (1997) besetzt. Hall spielte im Laufe seiner Karriere unter anderem an der Seite von Jim Carrey in Bruce Allmächtig, Die Truman Show und Mr. Poppers Pinguine, als Privatdetektiv in Der talentierte Mr. Ripley neben Matt Damon sowie als CIA-Direktor Stansfield Turner in Ben Afflecks mit dem Oscar ausgezeichneten Film Argo. Weitere Kinoerfolge unter seiner Mitwirkung in Nebenrollen waren unter anderem The Rock – Fels der Entscheidung von Michael Bay, Air Force One von Wolfgang Petersen, Rush Hour von Brett Ratner und Zodiac – Die Spur des Killers von David Fincher.
Seit den 1970er-Jahren war Hall auch immer wieder in Fernsehserien zu sehen, etwa zwischen 1989 und 1990 als Ed Meyers in der Serie Falcon Crest, als Büchereipolizei Lt. Joe Bookman in zwei Folgen von Seinfeld, als Dr. Morrison in zwei Folgen Lass es, Larry! sowie als Walt Kleezak in drei Folgen Modern Family. Weitere Auftritte übernahm er in Serien wie M*A*S*H, Cheers, Miami Vice, Mord ist ihr Hobby, The West Wing – Im Zentrum der Macht, Monk, Psych und The Newsroom. Zuletzt war Hall 2020 in sechs Folgen der Fernsehserie Messiah zu sehen. Insgesamt umfasst das Schaffen des Schauspielers mehr als 180 Film- und Fernsehproduktionen.
Hall war seit 1981 in zweiter Ehe verheiratet und hat vier Töchter. Er starb im Juni 2022 im Alter von 90 Jahren.

## Filmografie (Auswahl)
- 1970: Zabriskie Point
- 1970: Love-In '72
- 1976: SOS in den Wolken (Mayday at 40,000 Feet!, Fernsehfilm)
- 1977: Der Mann in der Todeszelle (Kill Me If You Can, Fernsehfilm)
- 1978: Killer-Bienen II – Terror aus den Wolken (Terror out of the Sky)
- 1979: Die Waltons (The Waltons; Fernsehserie, Folge The Furlough)
- 1980: Der Mann mit Bogarts Gesicht (The Man with Bogart’s Face)
- 1982: Quincy (Fernsehserie, 2 Folgen)
- 1982: Der hohe Preis der Karriere (Games Mother Never Taught You, Fernsehfilm)
- 1984: Secret Honor
- 1987: Miami Vice (Fernsehserie, Folge Contempt of Court)
- 1987: Faustrecht – Terror in der Highschool (Three O’Clock High)
- 1988: Midnight Run – Fünf Tage bis Mitternacht (Midnight Run)
- 1989: Ghostbusters II
- 1989: Teen Lover (Say Anything…)
- 1989: Die Uni meiner Träume (How I Got Into College)
- 1989: Von Bullen aufs Kreuz gelegt (An Innocent Man)
- 1989–1990: Falcon Crest (Fernsehserie, 13 Folgen)
- 1991–1998: Seinfeld (Fernsehserie, 2 Folgen)
- 1992: Katastrophenflug 232 (Crashlanding: The Rescue of Flight 232)
- 1992: Hydrotoxin – Die Bombe tickt in Dir (Live Wire)
- 1995: Kiss of Death
- 1996: Last Exit Reno (Hard Eight)
- 1996: Auge um Auge (Eye for an Eye)
- 1996: The Rock – Fels der Entscheidung (The Rock)
- 1997: Air Force One
- 1997: Boogie Nights
- 1997–1998: Michael Hayes – Für Recht und Gerechtigkeit (Michael Hayes; Fernsehserie, 21 Folgen)
- 1998: Jackpot – Krach in Atlantic City (Sour Grapes)
- 1998: The Mob – Der Pate von Manhattan (Witness to the Mob, Fernsehfilm)
- 1998: Die Truman Show (The Truman Show)
- 1998: Judas Kiss
- 1998: Rush Hour
- 1998: Psycho
- 1999: Magnolia
- 1999: Insider
- 1999: Das schwankende Schiff (Cradle Will Rock)
- 1999: Der talentierte Mr. Ripley (The Talented Mr. Ripley)
- 2000: Rufmord – Jenseits der Moral (The Contender)
- 2000: Rules – Sekunden der Entscheidung (Rules of Engagement)
- 2000: Lost Souls – Verlorene Seelen (Lost Souls)
- 2002: Der Anschlag (The Sum of all Fears)
- 2003: Dogville
- 2003: Bruce Allmächtig (Bruce Almighty)
- 2003–2004: Everwood (Fernsehserie, 3 Folgen)
- 2004: Monk (Fernsehserie, Folge 3x05 Mr. Monk Meets the Godfather)
- 2004: Reine Chefsache (In Good Company)
- 2004/2009: Lass es, Larry! (Curb Your Enthusiasm; Fernsehserie, 2 Folgen)
- 2005: Mord und Margaritas (The Matador)
- 2005: Amityville Horror – Eine wahre Geschichte (The Amityville Horror)
- 2005: Der Zodiac-Killer (The Zodiac)
- 2006: The TV Set
- 2006: Shaggy Dog – Hör mal, wer da bellt (The Shaggy Dog)
- 2006–2007: The Loop (Fernsehserie, 17 Folgen)
- 2007: Rush Hour 3
- 2007: You Kill Me
- 2008: Psych (Fernsehserie, Folge 2x14 Lügen, Leiche und Loge)
- 2009: The Lodger – Der Untermieter (The Lodger)
- 2009: Fired Up!
- 2010: All Beauty Must Die (All Good Things)
- 2011: 50/50 – Freunde fürs (Über)Leben (50/50)
- 2011: Mr. Poppers Pinguine (Mr. Popper’s Penguins)
- 2011–2012: Modern Family (Fernsehserie, 3 Folgen)
- 2012: Argo
- 2012: Ruth & Erica (Fernsehserie, 8 Folgen)
- 2013: Clear History (Fernsehfilm)
- 2013: Bad Words
- 2014: Playing It Cool
- 2015: Madam Secretary (Fernsehserie, Folge The Necessary Art)
- 2015–2018: BoJack Horseman (Animationsserie, Stimme von Hank Hippopopalous)
- 2016: Second Chance (Fernsehserie, 5 Folgen)
- 2017: Zu guter Letzt (The Last Word)
- 2020: Messiah (Fernsehserie, 6 Folgen)